# Тамбарское сельское поселение
Тамба́рское се́льское поселе́ние — упразднённое в 2020 году муниципальное образование в Тисульском районе Кемеровской области. 
Административный центр — село Тамбар.

## География
По территории поселения протекает река Дудет (приток Урюпа), на котором расположено Дудетское водохранилище

## История
Тамбарское сельское поселение образовано 17 декабря 2004 года в соответствии с Законом Кемеровской области № 104-ОЗ.
Упразднено с 15 ноября 2020 года в связи с преобразованием Тисульского района в муниципальный округ.

## Население
| 2010  | 2011  | 2012  | 2013  | 2014  | 2015  | 2016  | 2017  | 2018  |
| ----- | ----- | ----- | ----- | ----- | ----- | ----- | ----- | ----- |
| 1377  | ↘1371 | ↘1326 | ↘1295 | ↘1258 | ↘1217 | ↘1197 | ↘1167 | ↘1124 |
| 2019  | 2020  |       |       |       |       |       |       |       |
| ↘1100 | ↘1086 |       |       |       |       |       |       |       |

## Состав сельского поселения
| № | Населённый пункт | Тип населённого пункта       | Население |
| - | ---------------- | ---------------------------- | --------- |
| 1 | Большепичугино   | деревня                      | 199       |
| 2 | Кинжир           | посёлок                      | 27        |
| 3 | Новогеоргиевка   | посёлок                      | 3         |
| 4 | Солдаткино       | село                         | 71        |
| 5 | Тамбар           | село, административный центр | 1077      |

## Статистика
В поселении расположены 1-школа; 1- детский сад; 1- медицинское учреждение; 1-объект жизнеобеспечения (ЖКХ); 1- объект культуры и 20 магазинов, а также зарегистрировано 12 иных предприятий, и организаций. Всего на территории Тамбарского сельского поселения на начало 2016 года численность населения составила 1429 человек, из них 449 человек в трудоспособном возрасте, 352 пенсионера, а также зафиксировано 529 жилых дворов.